# Teorema di Zsigmondy
Nella teoria dei numeri, il teorema di Zsigmondy, che prende il nome da Karl Zsigmondy, afferma che se a > b > 0 sono interi coprimi, allora per ogni intero n ≥ 1, esiste un numero primo p (chiamato divisore primitivo primo) che divide an − bn, ma non divide ak − bk per tutti gli interi positivi k < n, con le seguenti eccezioni:
- n = 1, a − b = 1; an − bn = 1 il quale non ha divisori primi.
- n = 2, con a + b potenza di due; poiché a² - b² = (a + b)(a1 - b1) ed essendo a - b divisibile per 2, a² - b² non può contenere divisori primi diversi da quelli di a - b.
- n = 6, a = 2, b = 1; poiché {\displaystyle a^{6}-b^{6}=2^{6}-1^{6}=63=3^{2}\cdot 7}, ma né 3 né 7 soddisfano la tesi del teorema; infatti, per k = 4, 3 divide {\displaystyle 2^{4}-1^{4}=15}, mentre, per k = 3, 7 divide {\displaystyle 2^{3}-1^{3}=7} .

Questo teorema generalizza quello di Bang, il quale afferma che se n > 1 e n non è uguale a 6, allora 2n − 1 ha un divisore primo che non divide 2k − 1 per ogni k < n.
Analogamente, an + bn ha almeno un divisore primitivo primo con l'eccezione 23 + 13 = 9.
Il teorema di Zsigmondy è spesso utile, specialmente nella teoria dei gruppi, per dimostrare che vari gruppi hanno ordini distinti eccetto quando sono noti essere gli stessi.

## Storia
Il teorema è stato scoperto da Zsigmondy mentre lavorava a Vienna dal 1895 fino al 1925

## Generalizzazioni
Sia {\displaystyle (a_{n})_{n\geq 1}} una successione di interi diversi da 0. L'insieme di Zsigmondy  associato alla successione è l'insieme
{\displaystyle {\mathcal {Z}}(a_{n})=\{n\geq 1:a_{n}{\text{ non ha divisori primi primitivi }}p\}.}
L'insieme di Zsigmondy è dunque l'insieme degli indici {\displaystyle n} tali che ogni numero primo che divide {\displaystyle a_{n}} divide anche {\displaystyle a_{m}} per qualche {\displaystyle m<n}. Così il teorema di Zsigmondy implica che {\displaystyle {\mathcal {Z}}(a^{n}-b^{n})\subset \{1,2,6\}}, e il teorema di Carmichael afferma che l'insieme Zsigmondy della successione di Fibonacci è {\displaystyle \{1,2,6,12\}}, e quello della successione di Pell è {\displaystyle \{1\}}. Nel 2001 Bilu, Hanrot, e Voutier hanno dimostrato che in generale, se {\displaystyle (a_{n})_{n\geq 1}} è una successione di Lucas o una successione di Lehmer, allora {\displaystyle {\mathcal {Z}}(a_{n})\subseteq \{1\leq n\leq 30\}}. Le successioni di Lucas e Lehmer sono esempi di successioni di divisibilità.
È noto anche che se {\displaystyle (W_{n})_{n\geq 1}} è una successione ellittica di divisibilità, allora l'insieme di Zsigmondy {\displaystyle {\mathcal {Z}}(W_{n})} è finito.Tuttavia, il risultato è inefficace, nel senso che la prova non dà un esplicito limite superiore per l'elemento più grande in {\displaystyle {\mathcal {Z}}(W_{n})}, anche se è possibile dare un effettivo limite superiore per il numero di elementi in {\displaystyle {\mathcal {Z}}(W_{n})}.

## Numeri di Mersenne
Un caso specifico del teorema considera {\displaystyle r}-esimo numero di Mersenne {\displaystyle M_{r}=2^{r}-1}, dunque ogni numero {\displaystyle M_{2}}, {\displaystyle M_{3}}, {\displaystyle M_{4}}, ... ha un numero primo nella fattorizzazione che non è presente nella fattorizzazione di un elemento precedente della successione, eccetto {\displaystyle M_{6}}. Ad esempio {\displaystyle M_{1}}, {\displaystyle M_{2}}, {\displaystyle M_{3}}, ... hanno i fattori 3, 7, 5, 31, (1), 127, 17, 73, 11, 23(89) , ... che non si presentano prima di {\displaystyle M_{n}}. Questi fattori, talvolta, vengono chiamati numeri di Zsigmondy {\displaystyle {\mathcal {Z}}_{s}(n,2,1)}.